# Les Misérables (film, 1913)
Pour les articles homonymes, voir Les Misérables (homonymie).
Pour plus de détails, voir Fiche technique et Distribution.
Les Misérables est un  film muet français réalisé par Albert Capellani, tourné en 1912 et sorti en France en 1913.
Ce film de long métrage, produit par la Société cinématographique des auteurs et gens de lettres (S.C.A.G.L.), est une adaptation en quatre épisodes (Jean Valjean, Fantine, Cosette, Cosette et Marius) du roman éponyme de Victor Hugo,  publié en 1862, et raconte l'histoire de Jean Valjean, alias M. Madeleine, alias M. Fauchelevent, forçat évadé envoyé au bagne pour avoir volé du pain, son évasion, sa reconversion en notable, et sa traque par l'inspecteur de police Javert.

## Fiche technique
- Titre : Les Misérables
- Réalisation : Albert Capellani

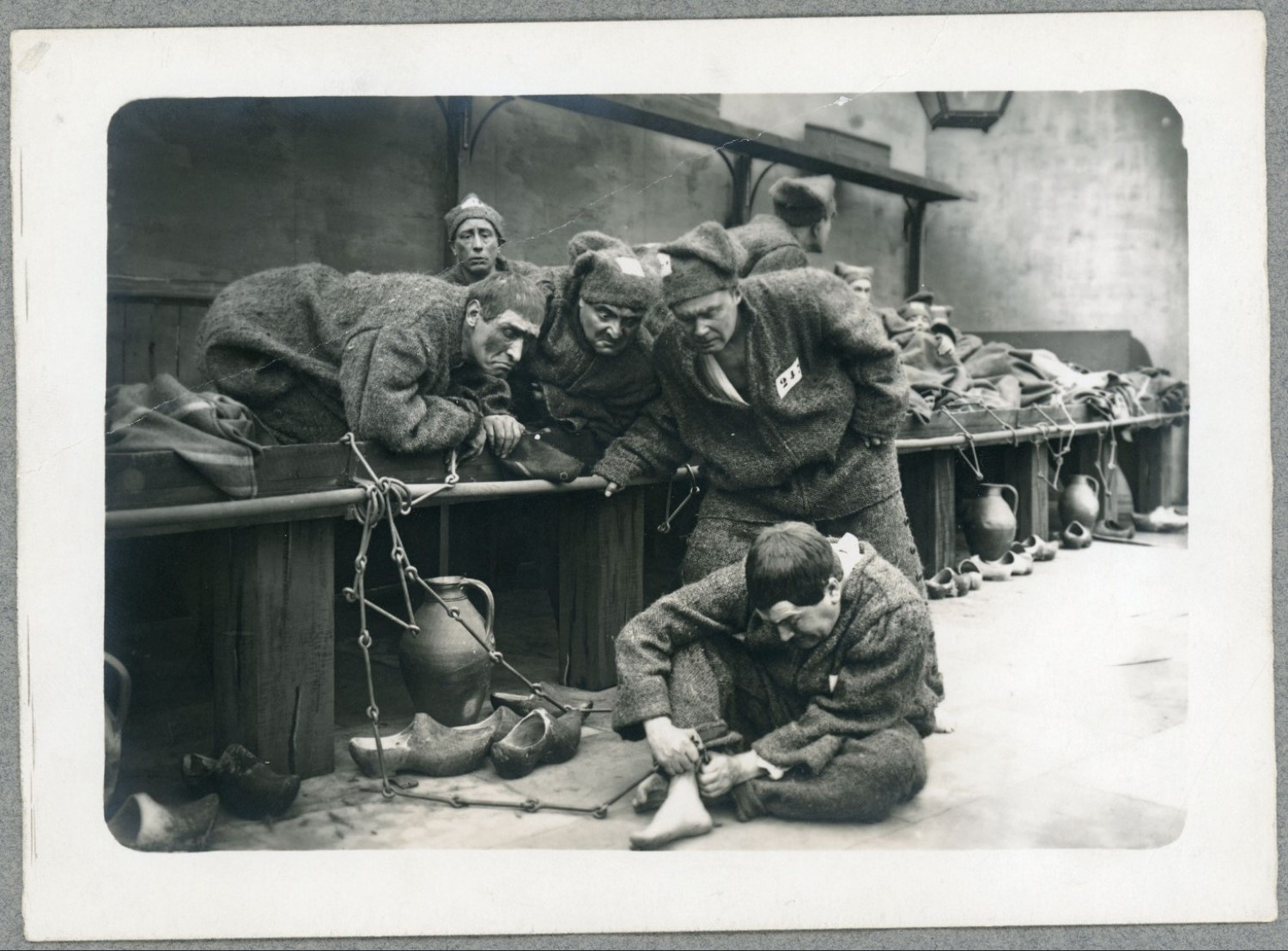
Jean Valjean (Henry Krauss) s'évade du bagne

- Scénario : Paul Capellani, d'après le roman éponyme de Victor Hugo
- Photographie : Louis Forestier , Pierre Trimbach
- Montage :
- Décors : Henri Ménessier
- Régisseur : Paul Polthy
- Producteur : Pierre Decourcelle
- Société de production : Société cinématographique des auteurs et gens de lettres (S.C.A.G.L.)
- Société de distribution : Pathé Consortium Cinéma
- Pays de production :  France
- Langue : film muet avec les intertitres en français
- Métrage : 805 mètres (1re époque) ; 800 mètres (2e époque) ; 730 mètres (3e époque) ; 1 110 mètres (4e époque)
- Format : Noir et blanc — 35 mm — 1,33:1 —  Muet
- Genre : Film dramatique
- Durée : 163 minutes (2 heures 43 minutes)
- Dates de sortie : 
  - France : janvier 1913 (1er épisode : le 3, 2e épisode le 4, 3e épisode le 17 et 4e épisode le 24)

## Distribution
- Henry Krauss : Jean Valjean
- Henri Étiévant : Javert
- Léon Bernard : Monseigneur Myriel
- Émile Mylo : Thénardier
- Delphine Renot : La Thénardier
- Maria Ventura : Fantine
- Mistinguett : Éponine
- Maria Fromet : Cosette enfant
- Marialise : Cosette jeune fille
- Gabriel de Gravone : Marius
- Gaudin : Gavroche
- Jean Angelo : Enjolras
- Henri Legrand : Babet
- Eugénie Bade : la bonne de Mgr Myriel
- Léon Lérand : Gillenormand
- Paul Calvin : Fauchelevent
- Eugénie Nau : Sœur Simplice
- Charlotte Barbier : la supérieure du couvent
- Augusta Vallée : la mère de Jean Valjean
- René Gervais : le directeur de l'usine
- Fernand Tauffenberger : un gendarme à cheval
- Angèle Nadir : Jeanne
- Cécile Barré : Hélène
- Georges Baud : Feuilly
- Paul Chartrettes : Bossuet
- Herman Grégoire : Guenlermer
- Camille Steyaert : une paysanne
- Émile Scipion : l'avocat / un étudiant
- Germaine Bartet : Gabrielle
- Pierre Casa : un garde-chiourme
- Léon Bélières
- Jules Gravier : le forçat Brevet
- Jean Salvat : le forçat Cochepaille
- Paul Franck : un forçat
- Édouard Delmy : un garde-chiourme
- Paul Sarborg : un argousin
- Stengel : un forçat
- Charlet : le préfet de police
- Chambly : le président des assises
- Longuépée : l'avocat général
- Antony : Lassaigne, un juré
- Devalence : un juré
- Barry : Combeferre
- Faivre : un garde-champêtre
- Defresnes : le boulanger
- Bresson : le coiffeur
- Sterny
- Taldy